# Holly Shelton
Holly Shelton (1978) è un'ex sciatrice alpina statunitense.

## Biografia
Specialista delle prove veloci attiva dal gennaio del 1995, in Nor-Am Cup la Shelton esordì il 15 dicembre 1995 a Big Mountain in discesa libera (15ª), ottenne il miglior piazzamento il 6 dicembre 1996 a Lake Louise nella medesima specialità (6ª) e prese per l'ultima volta il via il 30 marzo 1998 a Sun Peaks in slalom gigante (35ª); si ritirò al termine di quella stessa stagione 1997-1998 e la sua ultima gara fu uno slalom speciale FIS disputato l'11 aprile a Breckenridge/Vail. Non debuttò in Coppa del Mondo né prese parte a rassegne olimpiche o iridate.

## Palmarès

### Nor-Am Cup
- Miglior piazzamento in classifica generale: 19ª nel 1998